# Moteur JavaScript

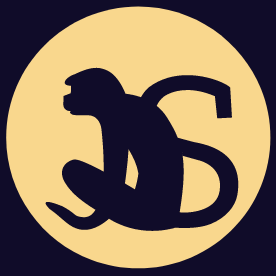
Logo de SpiderMonkey, le premier moteur JavaScript

Un moteur JavaScript est un programme logiciel qui interprète et exécute du code en langage JavaScript. Les moteurs JavaScript sont généralement intégrés aux navigateurs Web. 
Le premier moteur JavaScript, SpiderMonkey, a été créé par l'informaticien américain Brendan Eich pour le navigateur Netscape Navigator. Il était programmé en langage C. 
Les premiers moteurs JavaScript étaient de simples interpréteurs. Puis, les versions ont évolué et ont intégré la compilation afin d'améliorer les performances d'exécution du code JavaScript. 

## Liste de moteurs JavaScript

### Apple
- JavaScriptCore, également connu sous les noms SquirrelFish et Nitro, utilisé sur le navigateur Safari.

### Google
- V8, open source, développé par Google, utilisé sur Google Chrome, Chromium et Node.js.
- Crankshaft, un compilateur intégré à V8.

### Microsoft
- Chakra, moteur JavaScript embarqué sur Internet Explorer 9.

### Mozilla
- Rhino, de la fondation Mozilla, open source, développé entièrement en Java.
- SpiderMonkey, premier moteur JavaScript, écrit en langage C par Brendan Eich pour Netscape Communications.
- TraceMonkey, un compilateur intégré à SpiderMonkey et embarqué sur Firefox 3.5.
- JägerMonkey, un compilateur intégré à SpiderMonkey et embarqué sur Firefox 4.
- IonMonkey, un compilateur en cours de développement.
- Tamarin, développé par Adobe Labs.

### Opera
- Carakan, développé par Opera Software, utilisé sur les versions Opera 10.50 et ultérieures.
- Futhark, développé par Opera Software, remplacé par Carakan à partir d'Opera 10.50.

### Oracle
- Nashorn, fourni avec OpenJDK de Java 8 à Java 14.